# North Shoebury
North Shoebury is een plaats in het Engelse graafschap Essex. Het maakt deel uit van het district Southend-on-Sea. In 1870-72 telde het toen nog zelfstandige dorpje 193 inwoners.
De aan de Maagd Maria gewijde dorpskerk, waarvan het priesterkoor uit 1230 stamt, heeft een vermelding op de Britse monumentenlijst.